# Habenaria costaricensis
Habenaria costaricensis är en orkidéart som beskrevs av Rudolf Schlechter. Habenaria costaricensis ingår i släktet Habenaria och familjen orkidéer.
Artens utbredningsområde är Costa Rica. Inga underarter finns listade i Catalogue of Life.